# Kotiria
I Kotiria (o Wanano, Uanano) sono un gruppo etnico della Colombia e del Brasile.

## Lingua
Parlano la lingua Guanano (codice ISO 639: GVC) che appartiene alla famiglia linguistica Tucano. Sono linguisticamente vicini ai Pira-tapuya anche se i matrimoni tra i due gruppi non sono consentiti e gli scambi culturali sono minimi.

## Insediamenti
Vivono in Colombia e nello stato brasiliano dell'Amazonas. In Brasile si trovano principalmente sulla tratto centrale del fiume Uaupés, tra le cascate di Arara e Mitú. Nella zona tra Arara e Taracuá (parte superiore dello Uaupés) i Kotiria sono l'unica tribù stanziata nella zona; al di là di questa zona vivono insieme ai Kubeo. In Colombia sono localizzati al confine con il Brasile negli insediamenti di Santa Cruz, Villa Fátima, Yapima, Carurú, Tayasú, Ibacab e Yapima.